# Grottes de Yungang
Les grottes de Yungang (chinois : 云冈石窟 ; pinyin : yúngāng shíkū), à 16 km. de Datong dans la province de Shanxi, sont l'un des plus célèbres sites anciens de sculpture en Chine. On compte 53 cavernes pour environ 50 000 statues, aménagées entre les Ve – VIe siècle, sous la dynastie Tabghach des Wei du Nord. Les travaux commencent vers 460 après qu'un moine, Tan Yao, a suggéré à l'empereur Wencheng de cesser les persécutions que ses prédécesseurs lançaient périodiquement contre les communautés bouddhiques et se servir, au contraire, de ces communautés pour affermir son pouvoir. Les cinq cavernes réalisées sous la direction de Tan Yao sont considérées comme un chef-d'œuvre classique du premier apogée de l'art rupestre bouddhique en Chine.
Les deux autres très grands sites de cavernes anciennes en Chine sont les grottes de Longmen et de Mogao, mais il en existe de nombreux, moins grandioses.
Les cavernes de Yungang sont inscrites sur la liste du patrimoine mondial de l'UNESCO en 2001.

## L'origine de cet ensemble culturel
La dynastie des Wei du Nord est d'origine Tabghach (ou Tuboa), elle se rattache aux populations Xianbei, qui pratiquaient certainement l'élevage, et en particulier l'élevage de chevaux mais aussi certaines cultures. Ils ne cesseront, au cours de cette dynastie, de se sédentariser. Ils étaient plus ou moins sinisés depuis leur migration, en vagues successives, sur les anciens territoires situés au nord de l'empire Han. Ils fondent leur capitale à Pincheng, l'actuelle Datong, en 386. Pour renforcer leur empire ils opèrent des transferts de populations. Ces transferts de population déplacent aussi des moines, dont certains érudits, et des artisans, parfois très expérimentés. L'un de ces déplacements, à la suite de l'annexion du Gansu en 439, concerne des populations originaires du corridor du Hexi, sur la route de la soie où le bouddhisme était bien implanté et possédait un ensemble cultuel avec les grottes de Mogao (Dunhuang). Les grottes de Mogao avaient commencé d'être creusées auparavant, à partir du IVe siècle, et il est probable que des artisans et des moines de Mogao aient été intégrés au chantier en y infusant leur savoir-faire (la sculpture modelée en terre et peinte qui est, ici, taillée et peinte) et aussi leur style, composite, faits d'emprunts à plusieurs cultures sur la route de la soie, jusqu'en Inde. Les moines offrent, alors à l'empereur, d'être « roi protecteur de la loi » à légal d'un Bodhisattva. Avec des arguments aussi convaincants les Wei du Nord se feront ainsi les premiers monarques d'importance, en Chine, à faire du bouddhisme une religion officielle. Les grottes, creusées pour l'essentiel dans la seconde moitié du Ve siècle, en témoignent, malgré la brève persécution perpétrée par l'empereur Tuoba Tao ou Taiwu (de 446 à 450). C'est aussi en expiation à cette période de violence que ces grands travaux sont entrepris.
Les chefs Tabghach/Tuoba avaient la coutume de rendre hommage à la mémoire de leurs ancêtres. En 443, un envoyé de la cour des Wei du Nord a été envoyé pour vérifier l'existence d'un site de ce type, une grotte en Mongolie Intérieure. En effet les Tuba Xianbei croyaient que leurs ancêtres émergeraient d'une Caverne Sacrée, où leurs descendants auraient honoré leur mémoire. Les grottes bouddhistes de Yungang pourraient découler de cette croyance. 

### Les styles
La Chine ne connaissait alors aucune construction en pierre enrichie de décors figuratifs sculptés. Les artisans de Yungang se sont référés à des traditions en usage sur la route de la soie. Par contre des éléments architecturaux, comme les toits entaillés et leurs acrotères, existent déjà dans la Chine des Han, de même les niches aux lourds rideaux renvoient aux lits en alcôve des demeures aisées. Les portes richement décorées renvoient aux mêmes éléments dans la vie réelle de l'élite.
La plus ancienne sculpture figurative en pierre dans un sanctuaire excavé, découverte sur le territoire chinois actuel, est (en 1997) le Bouddha Amitābha, daté 420, dans le temple Bingling (grotte 169:6), Liujiaxia, dans le Gansu. Enfin ce n'est qu'à partir du milieu du Ve siècle, période qui coïncide avec cet ensemble, que la sculpture sur pierre commence à être produite régulièrement en Chine.
Les styles qui se rencontrent et parfois se fondent proviennent d'origines diverses. Elles combinent à la fois les formes de l'art traditionnel chinois et des influences étrangères : après avoir traversé la Perse, le style hellénistique et le style romain se sont trouvés juxtaposés à l'art iranien ; ils se sont rencontrés dans le Gandhara, au nord du Pakistan actuel où ils ont donné naissance aux premières images de Bouddha au sein d'une culture d'origine steppique, les Kushans. De là, le bouddhisme a été exporté par les marchands le long de la route de la soie jusqu’en Chine, en Corée et au-delà jusqu'au Japon. Les grottes de Yungang rendent visible ces rencontres. La présence de figures de divinités hindouistes comme Shiva, des Apsaras (êtres célestes du paradis d'Indra) et de musiciens volants, Gandharvas, d'origine centre-asiatique et des oasis du Xinjiang.

## Les grottes
L'ensemble du sanctuaire, taillé dans la falaise de grès et qui s'étire sur un kilomètre le long de la rivière Shi Li, a été réalisé à 16 km. de l'actuelle ville de Datong, au Shanxi, où la dynastie Tabgatch des Wei du Nord avait établi sa capitale en 386. L'ensemble des travaux auraient seulement duré de 460 à 470.
Faisant suite à la mort (en 451) de son prédécesseur Tuoba Tao, persécuteur du bouddhisme, l'empereur Wencheng avait offert au moine Tan Yao la possibilité de réunir les fonds nécessaires, vers 460, pour faire tailler dans ce pied de la montagne Wuzhou et à l'échelle de la falaise, c'est-à-dire géantes, cinq figures du bouddhisme : 
- le Bouddha historique, dont l'empereur serait le reflet parmi les hommes,
- les quatre autres étant des « Bouddhas de sagesse ».

Chacun de ces monuments honore un empereur Tuoba. Chacun représente un acte de repentance pour les persécutions antérieures, mais aussi comment le pouvoir des Wei du Nord trouve une légitimité dans le Bouddhisme, avec sa bénédiction. 
Ces figures de la fin du Ve siècle montrent plusieurs types de références, dont les sculpteurs s'inspirent. Les thèmes taoïstes se reconnaissent aux yeux grands ouverts et aux vêtements à l'indienne, avec des visages bien ronds. On rencontre aussi des références à l'art du Gandhara (qui disparait après 450, avec l'invasion des Huns blancs), ou, plus largement à l'"art gréco-bouddhique", mais aussi au style de Mathura, plus proche de l'art du sub-continent indien de cette époque.
En 494 les Wei du Nord transfèrent leur capitale à Luoyang en 494, au Henan, à 700 km. plus au Sud. Les commandes étant financées par les grandes fortunes, et pas seulement celle de l'empereur, les travaux seront beaucoup moins nombreux, moins grandioses aussi. Et le style se met à la mode de ce qui se fait à la capitale, à cette époque. Un style qui étire les figures, multiplie les effets graphiques, en particulier avec des drapés tuyautés qui partent en éventail de part et d'autre des pieds.
Sous les Tang (618-907) des images de donateurs se multiplient. De profil ou de trois-quarts ces notables forment des processions traitées en bas-relief.

### Les cinq grottes de Tan Yao
Creusées de 460 à 465, ces cinq grottes sont les plus anciennes : les 16, 17, 18, 19 et 20. Elles sont simples et majestueuses, proches des modèles centre-asiatiques avec des Bouddhas gigantesques (13 à 17 m de haut). Ces sanctuaires protégés dans l'épaisseur du grès, sont parfois exposés. La falaise s'est effondrée sur la grotte 20 mettant le sanctuaire en pleine lumière. Les sculptures monumentales sont dégagées de la paroi. Celle-ci est finement gravée ou faiblement entaillée autour des figures secondaires, lesquelles sont en haut-relief, jouant vigoureusement avec la lumière se dégageant sur la paroi aux motifs délicats. Les Bouddhas les grottes 18, 19 et 20 représentent un Bouddha du Passé, un Bouddha du Présent et un Bouddha du Futur.

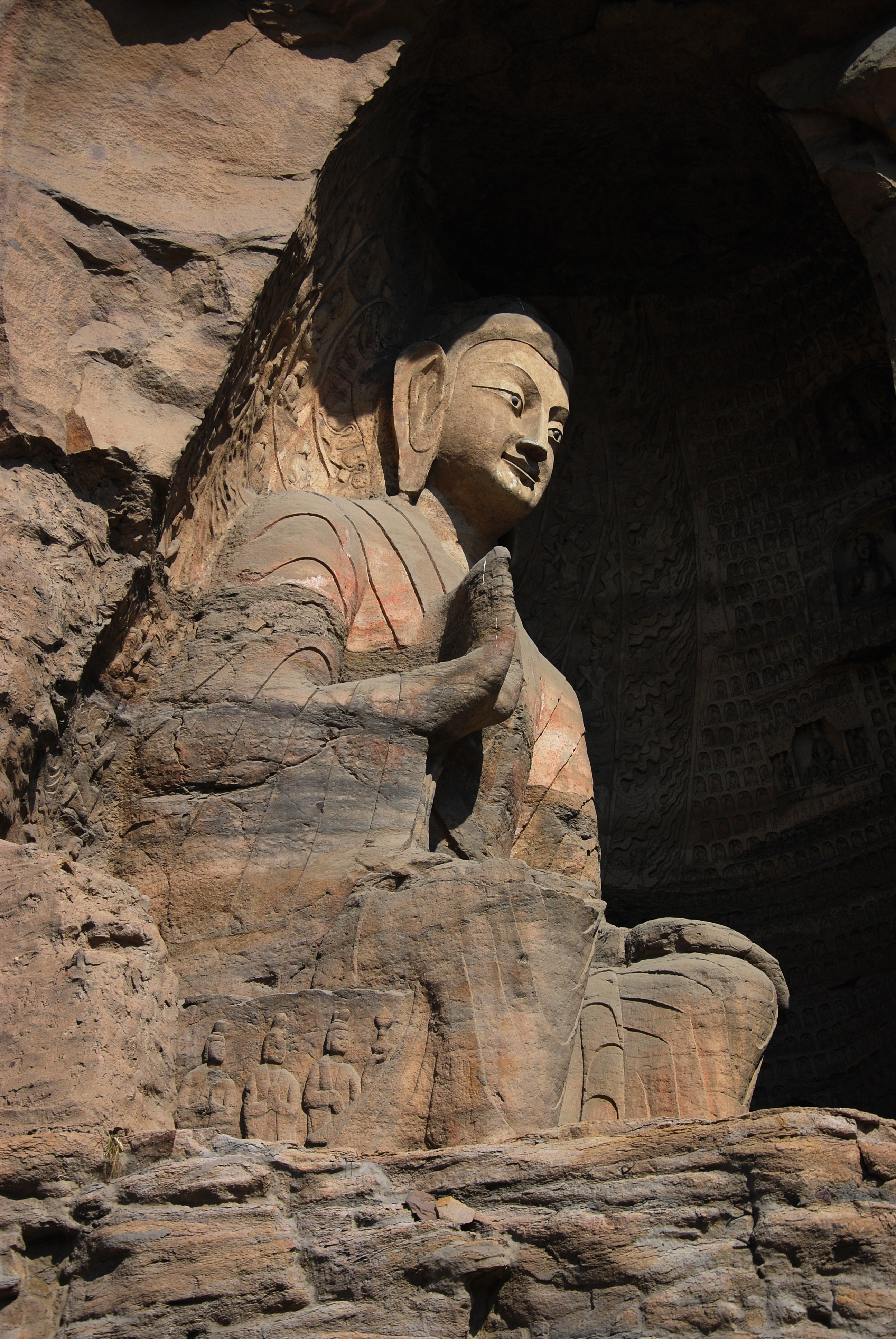
Grotte 19. Une très grande intensité préservée dans le grès.
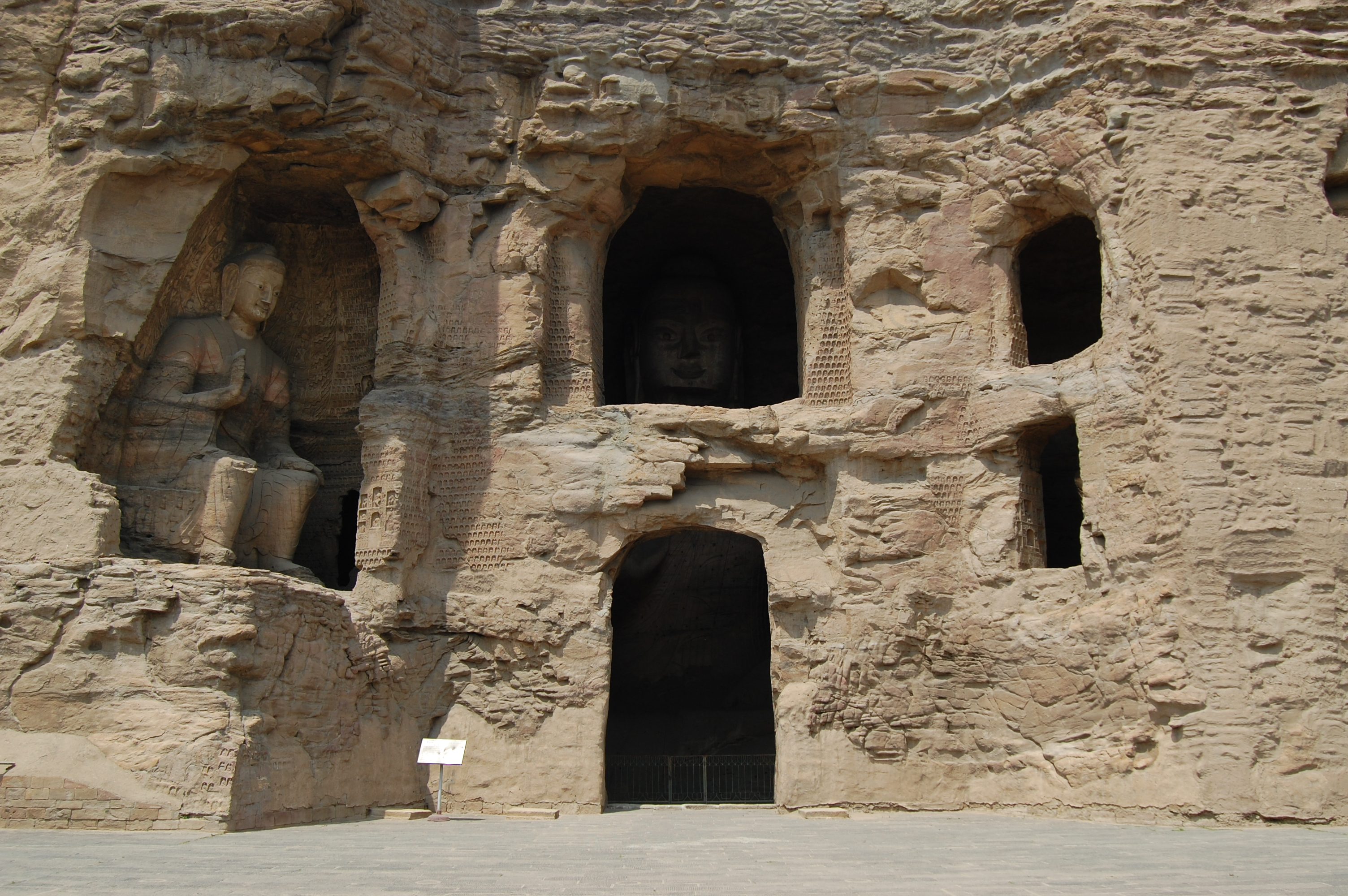
Grotte no 19 : à l'intérieur une des plus grandes statues de Yungang.
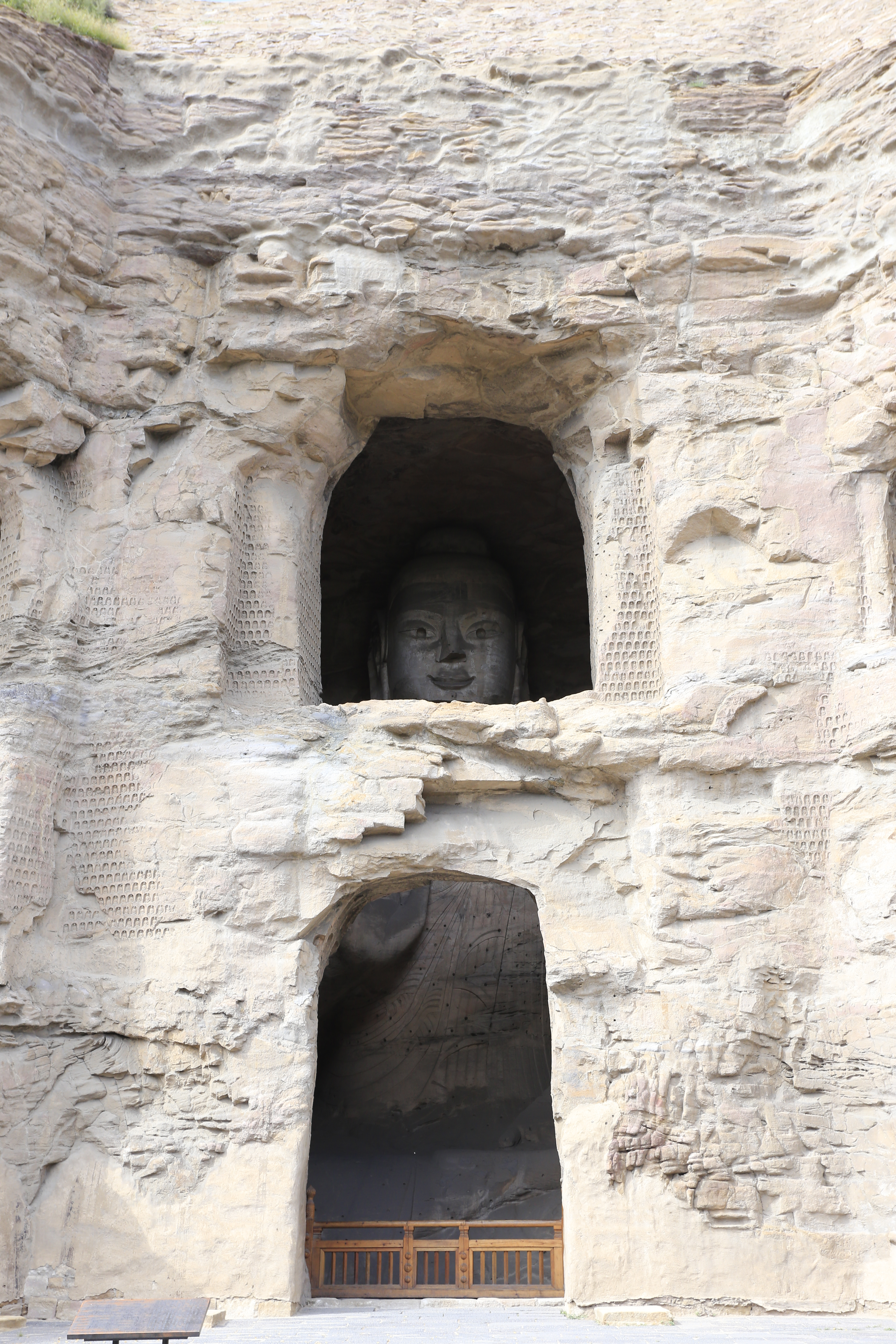
Grotte no 19 : dans l'ombre, le regard de Bouddha.
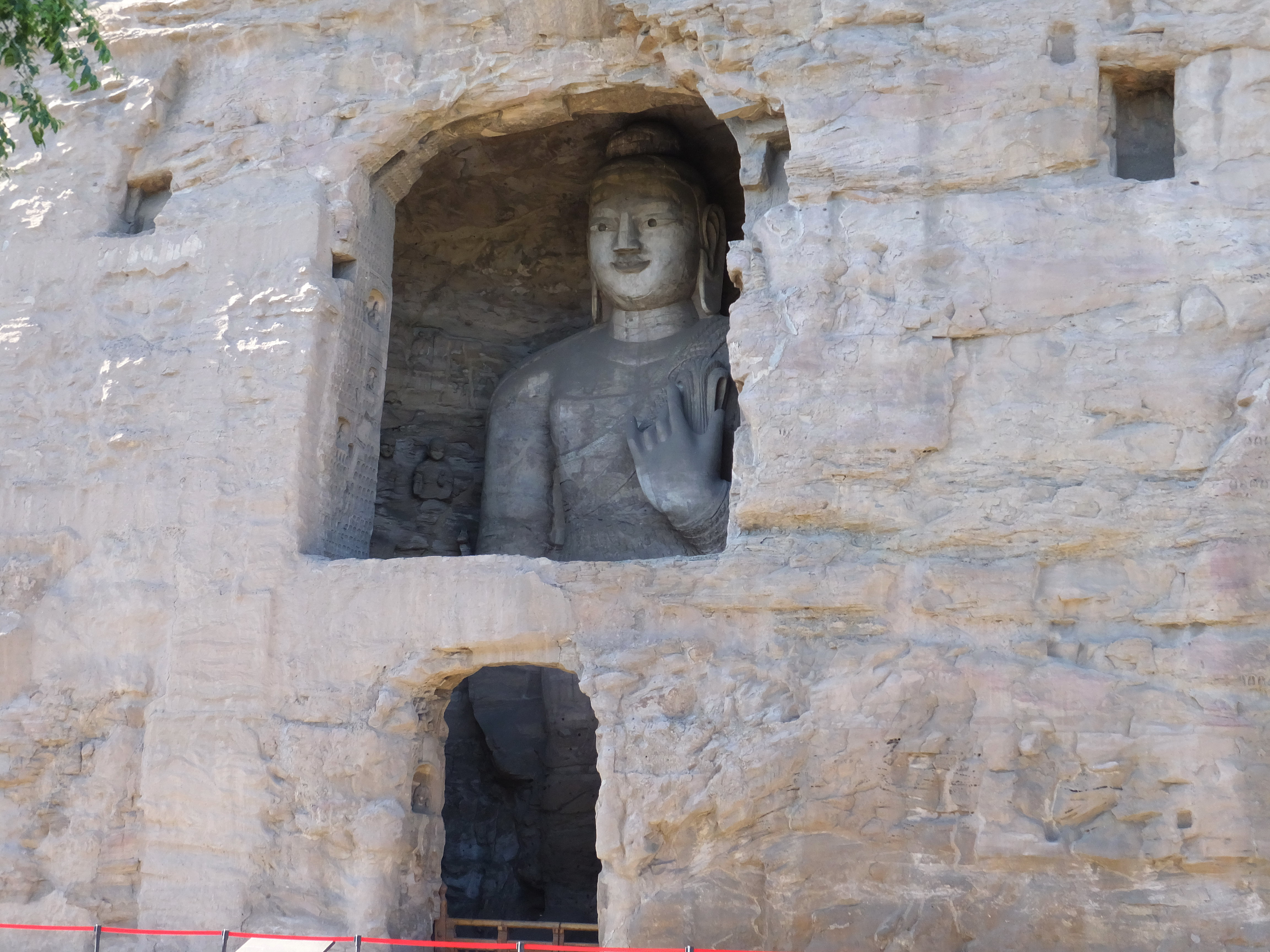
Le Bouddha de la grotte 18.

#### Grotteno20

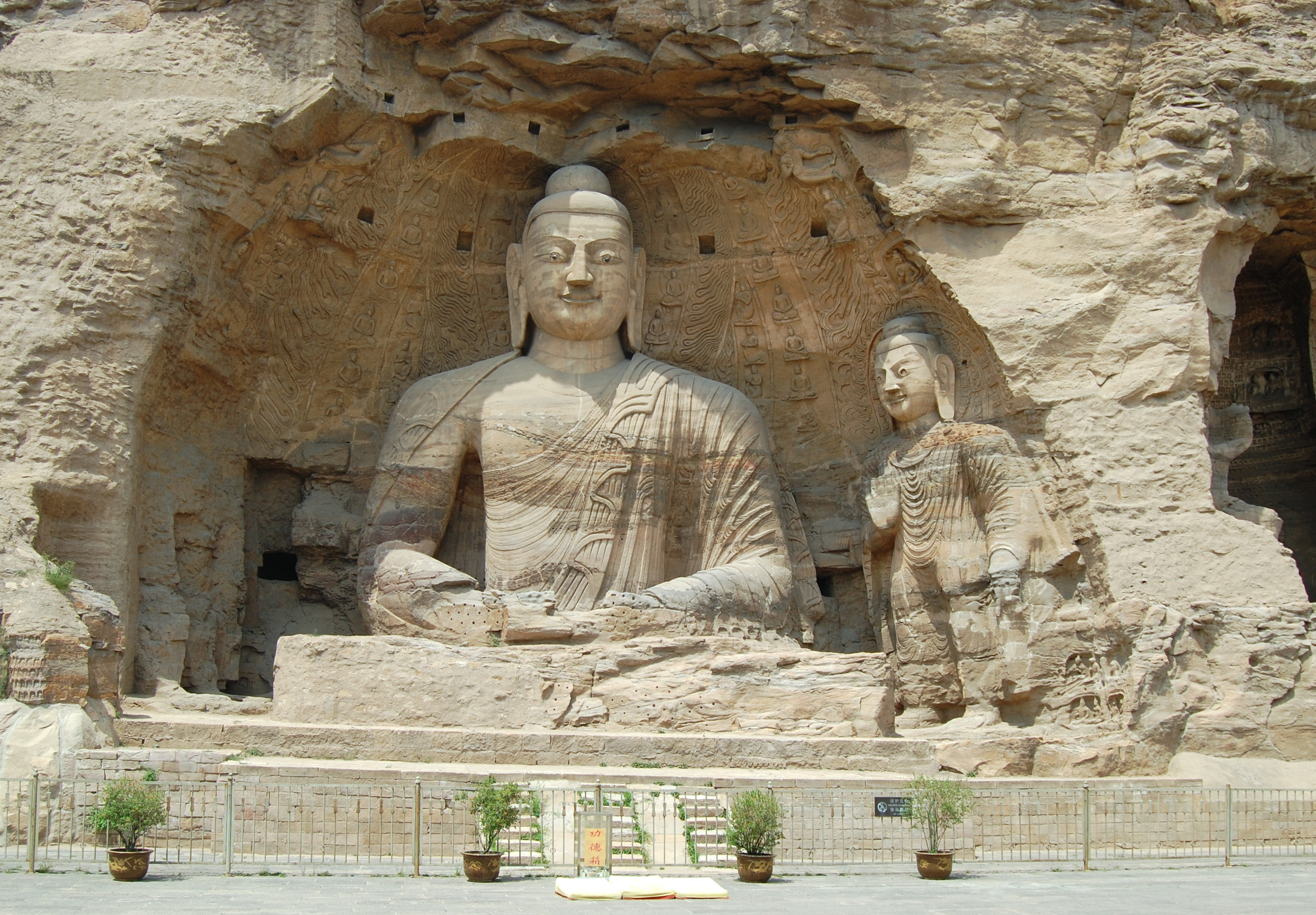
Le grand Bouddha de la grotte no 20.
H. 14 m. environ.

Dans la grotte no 20, l'une des plus anciennes, se trouve un Bouddha rupestre monumental. Il est représenté en méditation. Le canon est massif, robuste et rond, quoique bien proportionné, et la protubérance crânienne est très en relief, ce qui est caractéristique de l'art de la dynastie des Wei du Nord. Les deux épaules sont recouvertes par le costume, tandis qu'une partie du torse et du bras, sur la partie droite, est découverte. Son profil témoigne d'une référence étrangère, proche du Bouddha de la grotte 78 à Maijishan, dans le Gansu.

### Les grottes tardives
Deux groupes présentent un degré de sinisation plus grand, lié au déplacement de la capitale et à la transposition à Yungang des modes en vogue à la cour. Les grottes doubles 7-8 et 9-10 ainsi que la 12, constituent le premier (en 465 ou peu après) ; les grottes 5, 6, 11, 13, ainsi que les grottes 1 et 2, constituent le deuxième (avant 470). Dans ces deux groupes la différence la plus radicale d'avec les précédentes concerne la conception d'ensemble qui en fait ici une succession d'espaces architecturés (avec plusieurs salles -en général deux chambres- desservies par des passages, des portes et des fenêtres, et possédant une salle ouverte sur l'extérieur et un porche à colonnes, puis une première chambre). Les murs sont couverts d'éléments très divers, ordonnés en registres superposés. Dans les premières grottes à avoir été excavées l'espace se réduisait quasiment à un grand volume mettant en valeur une statue géante unique. Ces chambres doubles ont été conçues en hommage aux membres de la famille impériale. Les grottes 5 et 6 sont les plus somptueuses et sont plus tardives que les 7-8, elles dateraient des années 480. Les dernières de ce groupe à deux chambres seraient les 1 et 2.

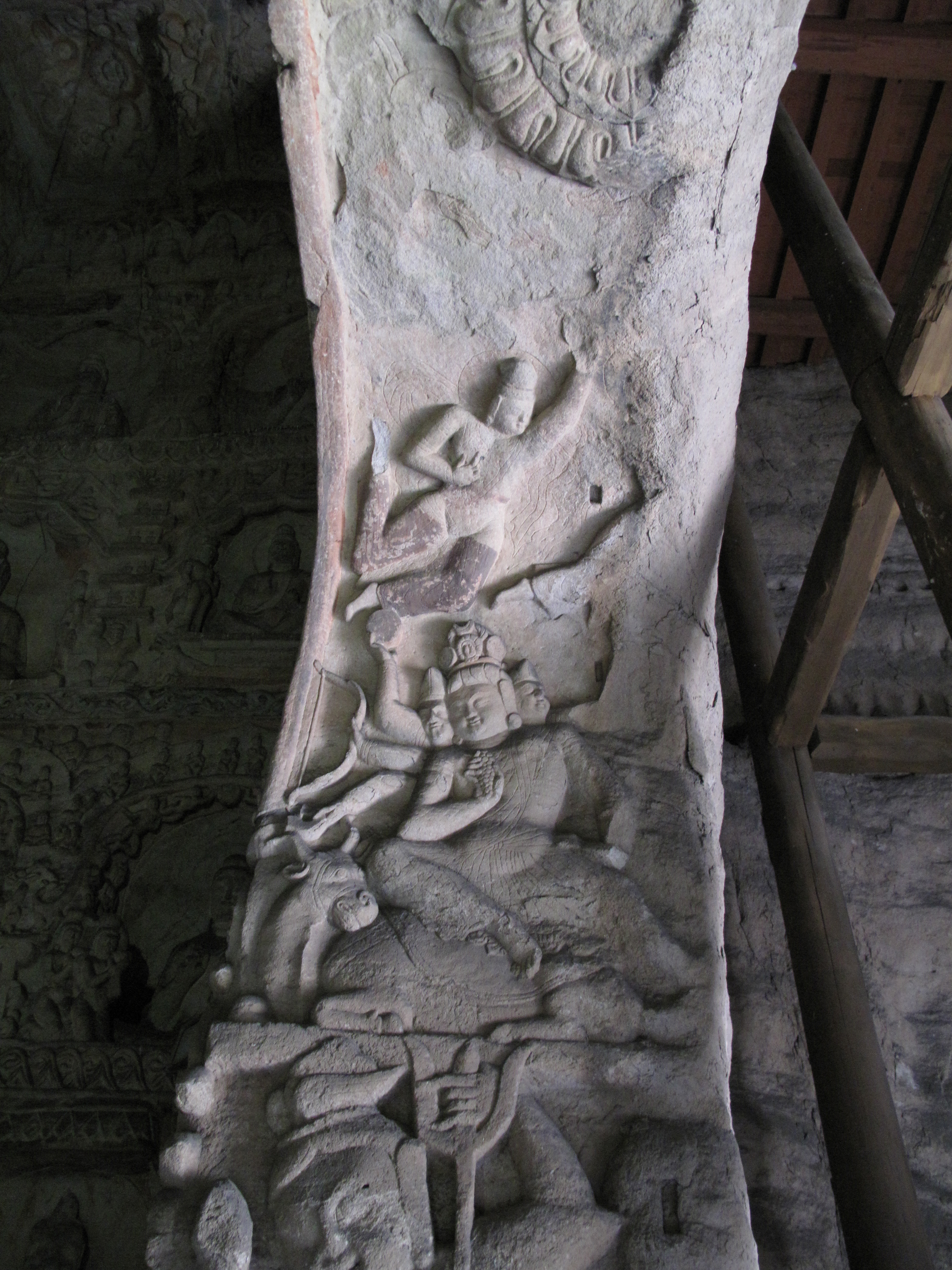
Grotte 8. Shiva[12] reposant sur Nandi : transposition des sujets indiens dans un « langage » plastique autre.
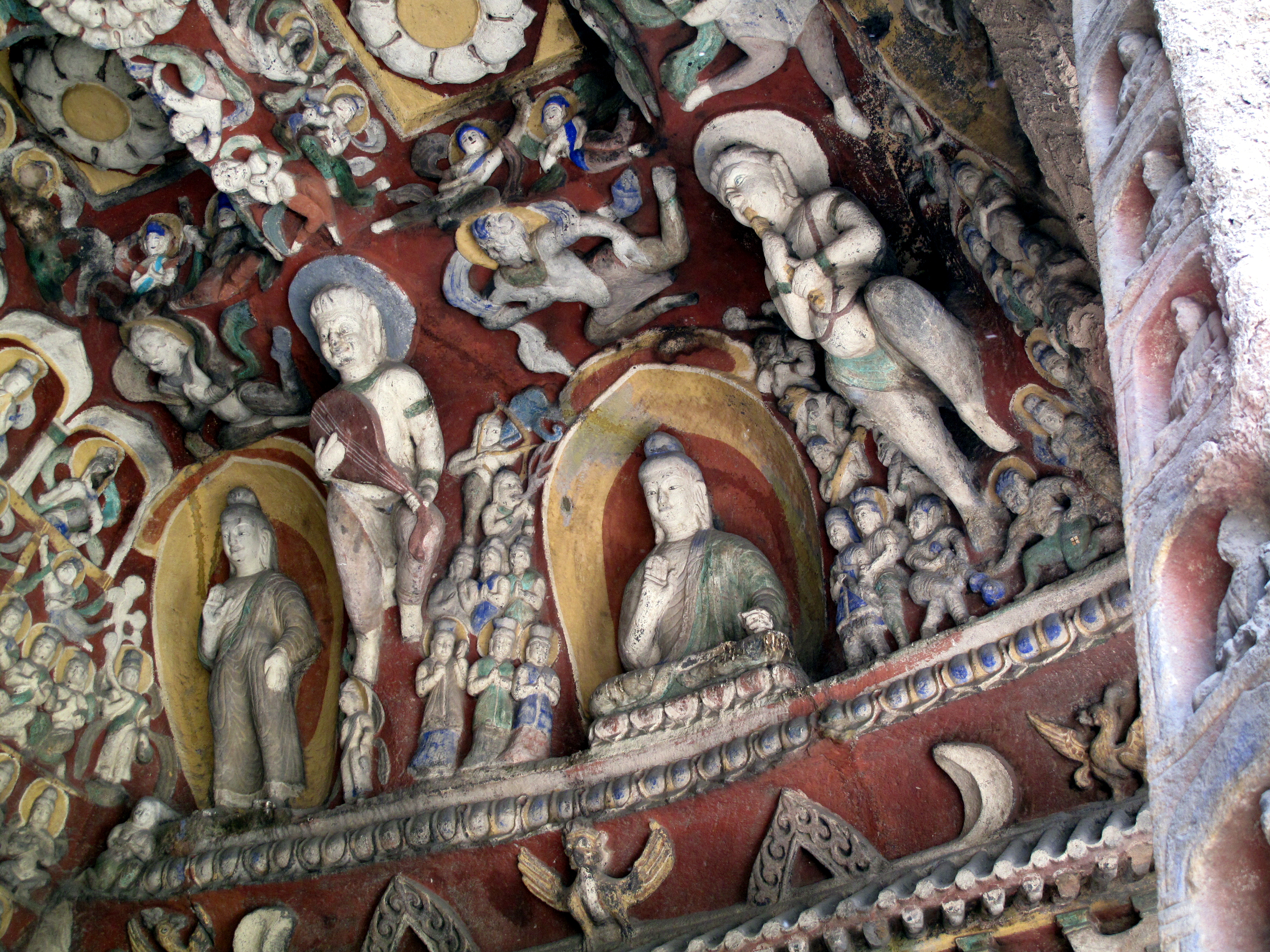
Grotte 12. Sculptures peintes et peintures murales aux musiciens volants.
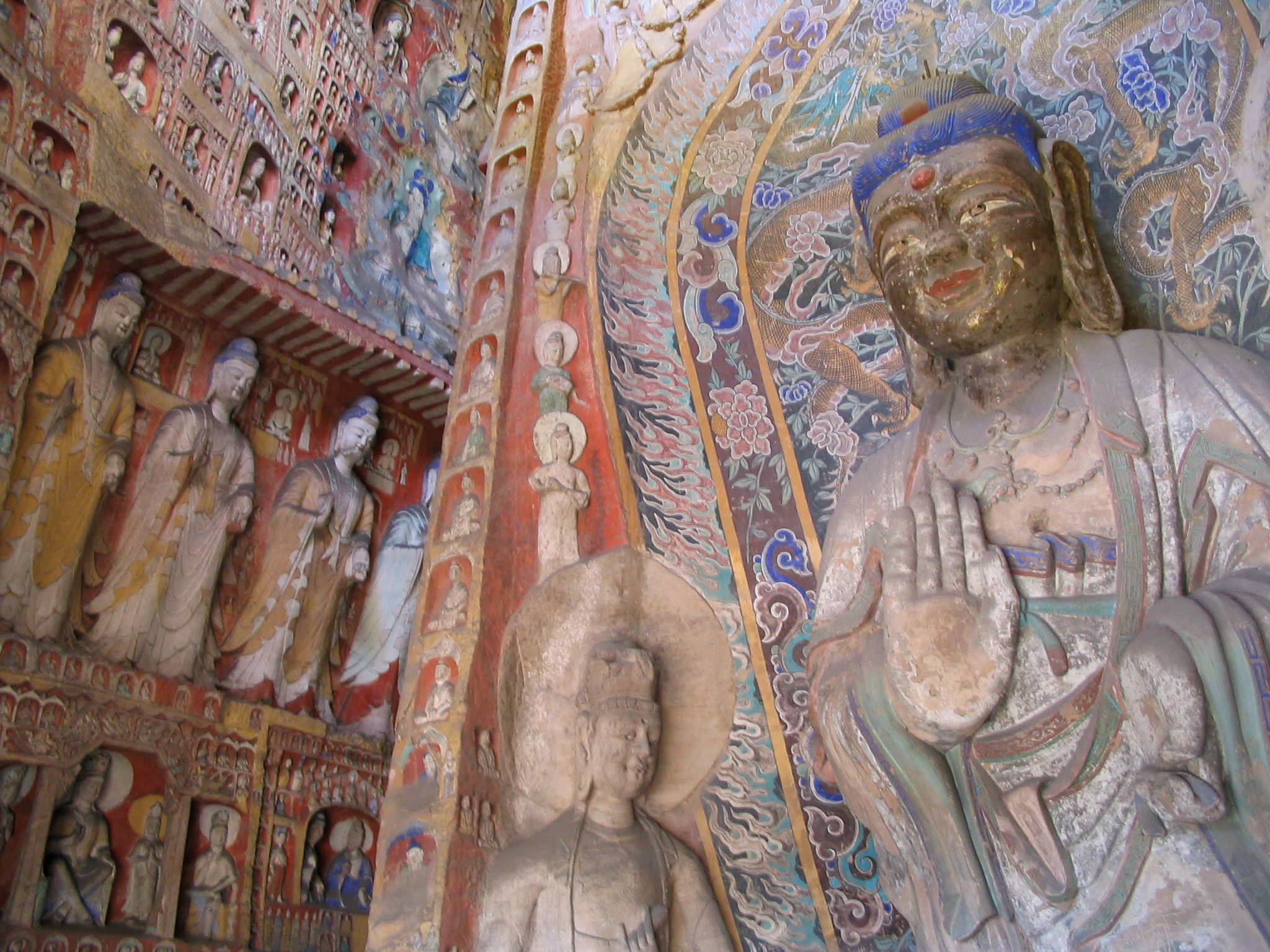
Grotte 11. Figures : drapés tuyautés et pans en ailerons.
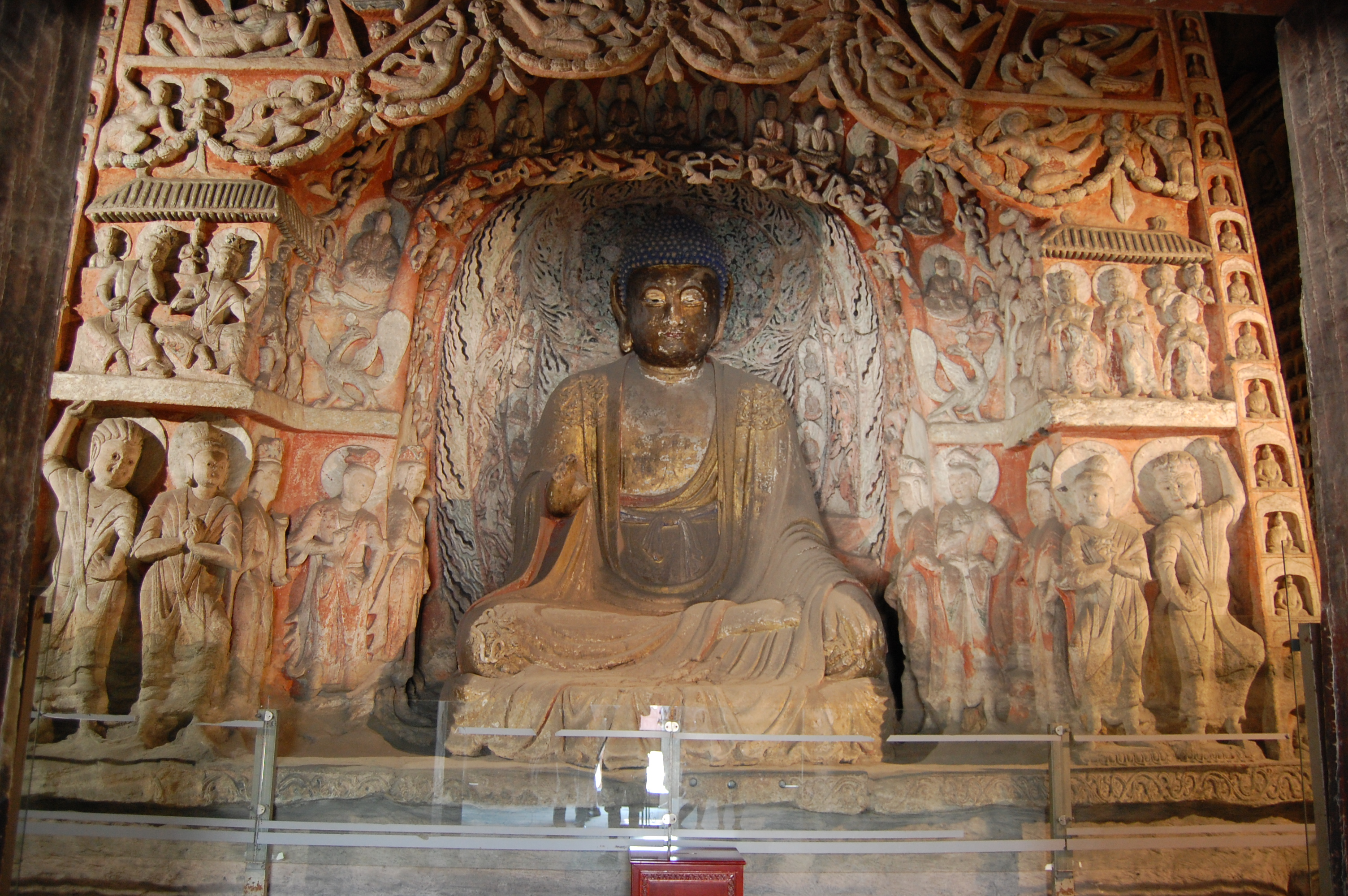
Grotte 6. Sculptures peintes et peintures murales. Rencontres de styles différents.

#### Grottesno5, 6, 11 et 13
Les grottes du groupe central sont actuellement protégées comme elles devaient toutes l'être à l'origine. Les constructions actuelles datent de 1652. Les parois sont couvertes de sculptures en haut et bas-relief et abondamment peintes de couleurs vives. Les Bouddhas monumentaux, toujours dégagés de la paroi, sont eux aussi largement peints et le visage doré.

#### Grottesno1et 2
La grotte no 1 contient de nombreuses sculptures en bas-relief. Une représentation de pagode sert de pilier central, comme pour la grotte 2. Ces représentations de pagodes sont l'occasion de remarquer des motifs constructifs: des jeux de consoles. Motif que l'on peut déceler ailleurs dans l'ensemble de Yungang, décliné autrement.

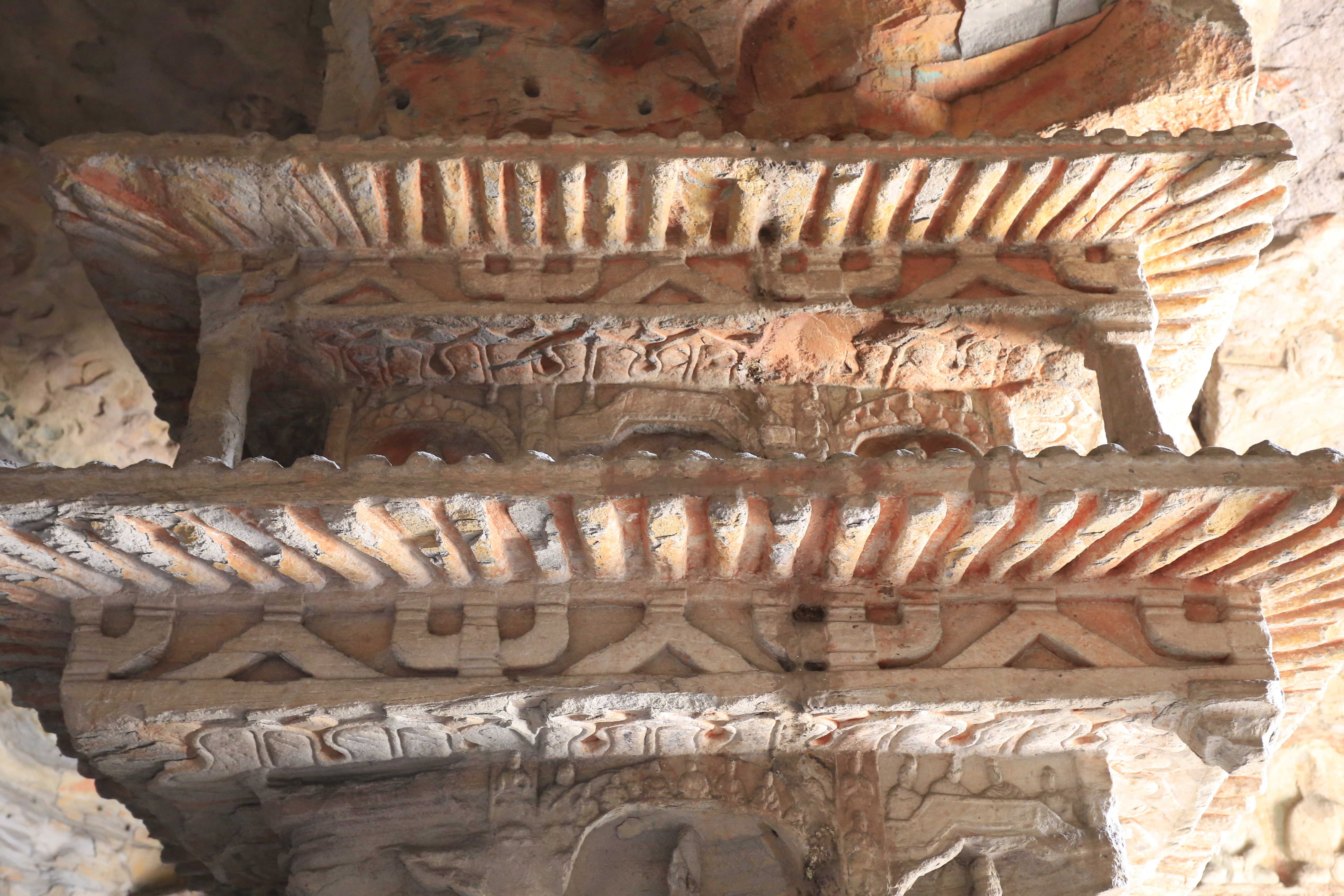
Grotte 2.
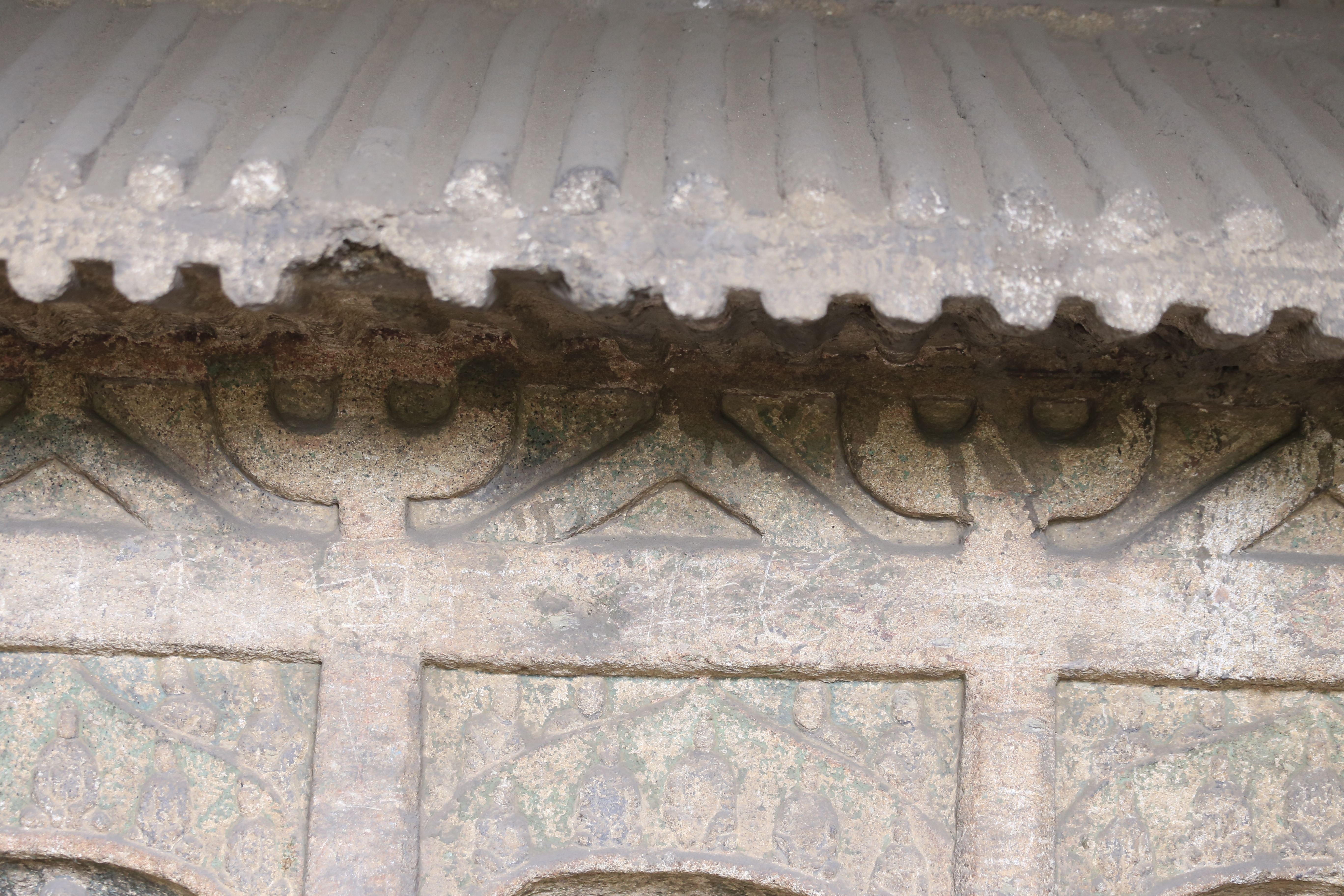
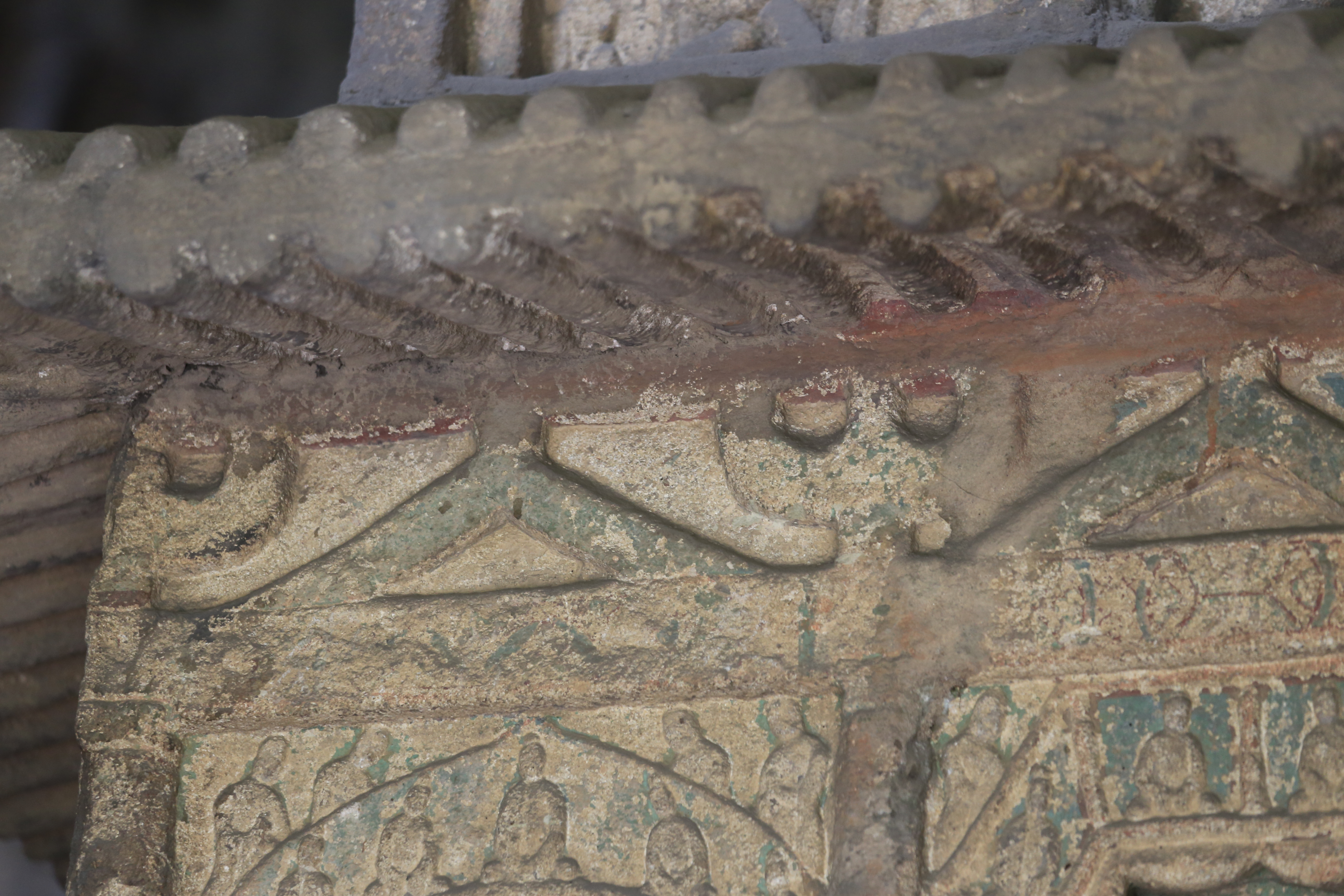
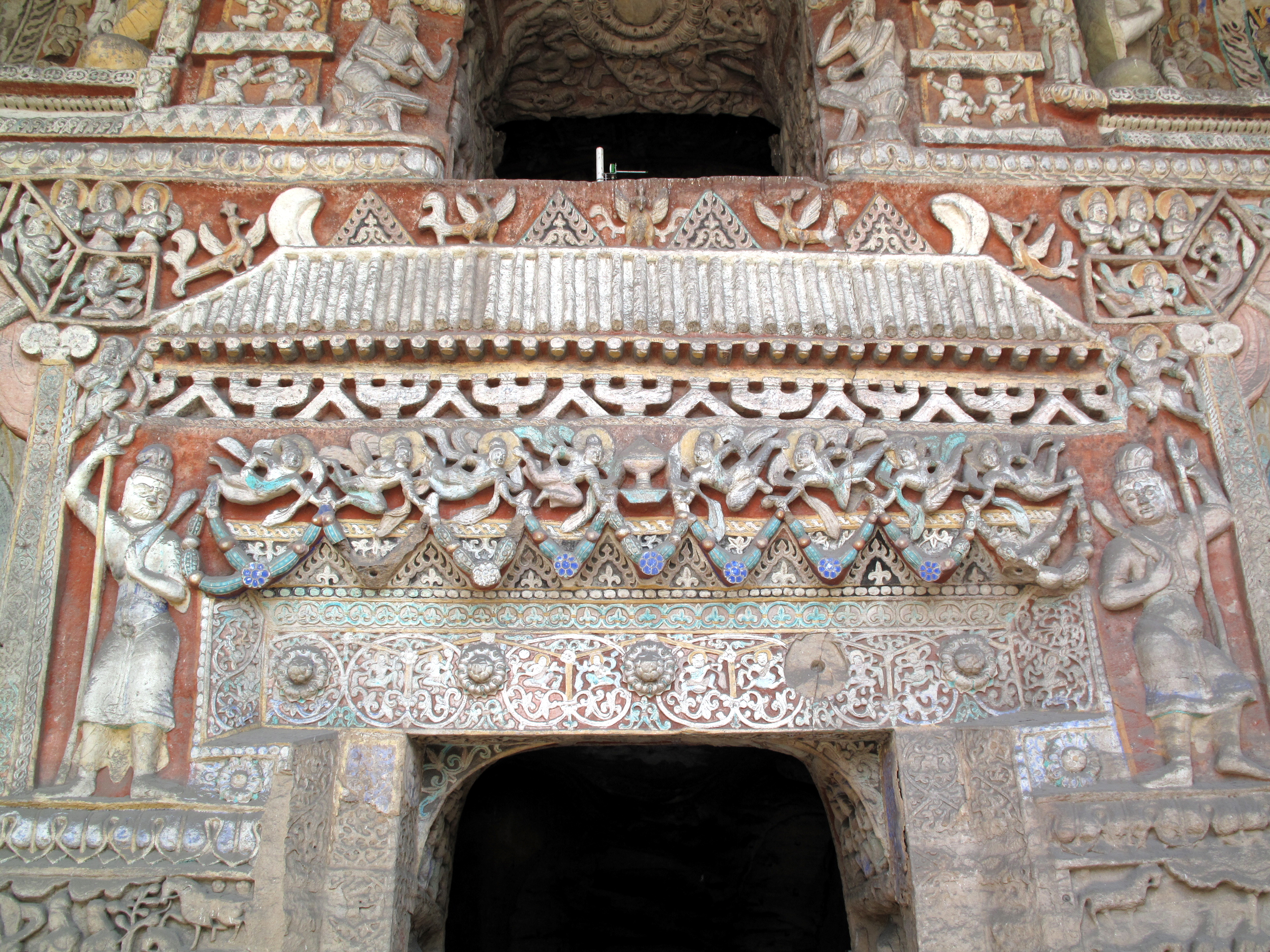
Grotte 9.

### La grotte 3
Les travaux cessent une trentaine d'années après le déplacement de la capitale à Luoyang. Mais la grotte 3, la plus vaste du site, semble avoir été excavée sous les Sui (581-618).

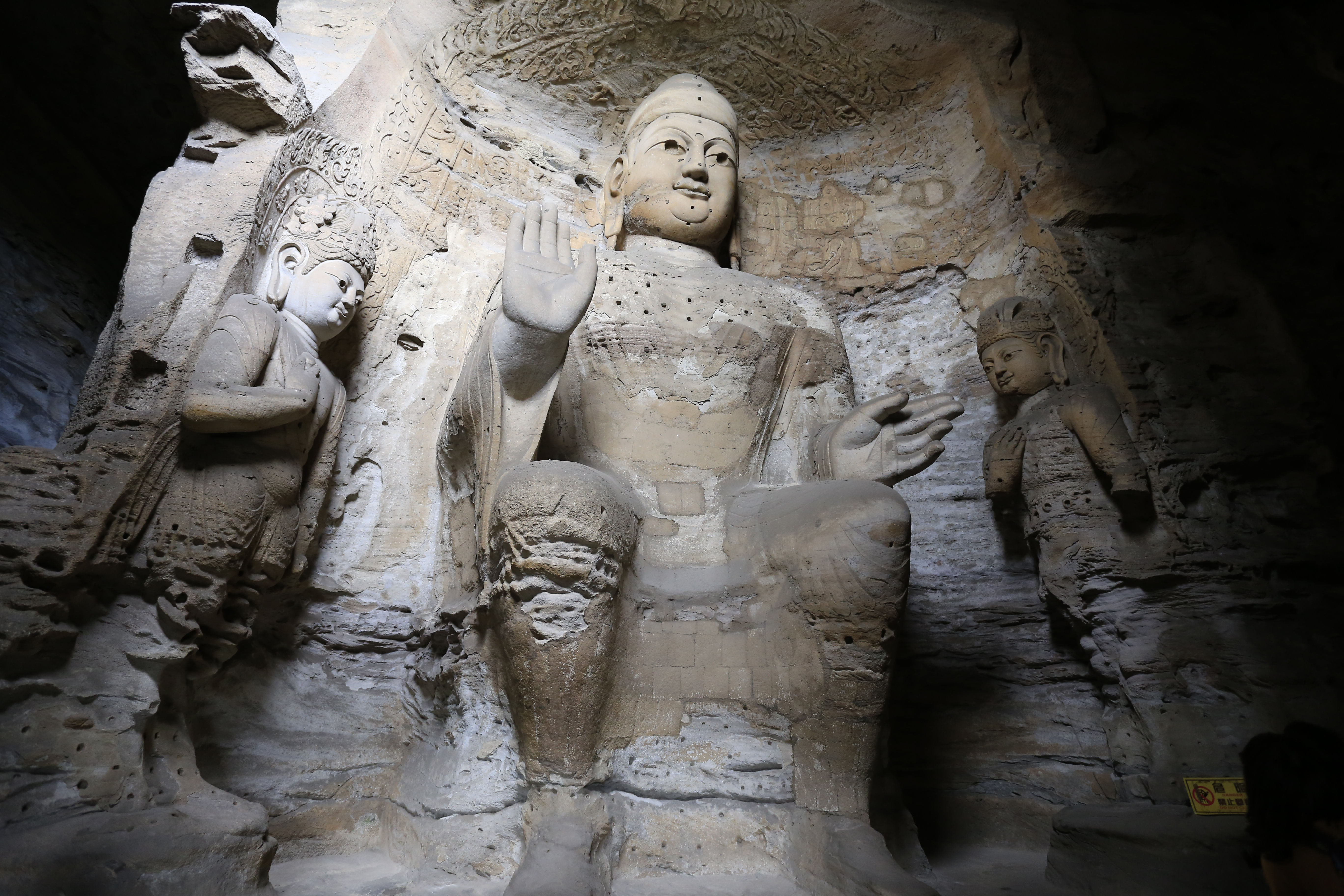
Triade de la grotte no 3. Sâkyamuni assis entre deux parèdres.